# Alto Aragão

Vale de Tena, no Alto Aragão.

Alto Aragão (em castelhano:  Alto Aragón, em aragonês:  Alto Aragón) é a região mais setentrional de Aragão, em Espanha, e que frequentemente é equivalente à província de Huesca, embora para outros se reduza à parte pirenaica ou pré-pirenaica da mesma.
O termo, porém, costuma estar associado a perspetivas mais humanas que administrativas. Deste modo, pode associar-se a características etnográficas e culturais próprias que marcariam algumas diferenças com o resto das terras aragonesas, aproximando-se às vezes mais das culturas pirenaicas vizinhas, e que se reflete no seu modo de vida (cada vez menos praticado, em parte pela emigração do campo para a cidade), na sua arquitetura e gastronomia (tipicamente de montanha), vestes (festejadas, por exemplo, no Dia do Traje Ansotano), idioma (por ser a zona constitutiva da língua aragonesa e aquela em que melhor se conserva), tradições folclóricas, mitologia, etc.
O Alto Aragão é também, historicamente, o território dos condados primitivos do que seria depois o Reino de Aragão.